# كلوميبرامين
كلوميبرامين (بالإنجليزية: Clomipramine)‏ أو أنافرانيل (بالإنجليزية: Anafranil)‏ هو من مضادات الاكتئاب ثلاثية الحلقات. وقد طُور في الستينات بواسطة شركة قيقي (تعرف الآن نوفارتس) ومنتشر عالميًا حتى الآن، ويُستخدم لعلاج اضطراب الوسواس القهري، واضطراب الهلع، والاضطراب الاكتئابي، والألم المزمن. كما قد يقلل من خطر الانتحار بين الأشخاص في سن ال 65.
تشمل الآثار الجانبية الشائعة جفاف الفم، والإمساك، وفقدان الشهية والنعاس وزيادة الوزن، والعجز الجنسي، وصعوبة التبول. وتشمل الآثار الجانبية الخطيرة زيادة خطر السلوك الانتحاري بين الأشحاص تحت سن الـ 25، والنوبات، والهوس، ومشاكل الكبد. قد يُعاني المريض الذي يتوقف فجأة عن تناوله من متلازمة الانسحاب ويُعاني من مع الصداع، والتعرق، والدوار ومن غير الواضح ما إذا كانت مثل هذه الأدوية آمنة للاستخدام في الحمل. لا تزال آلية عملها واضحة تمامًا ولكن يعتقد أنها تعمل على زيادة مستويات السيروتونين.
اكتُشف الكلوميبرامين في عام 1964 على يد الشركة المصنعة للأدوية السويسريي سيبا-جيجي (نوفارتس). كان الدواء على قائمة منظمة الصحة العالمية للأدوية الأساسية والأدوية الأكثر فعالية وآمنة المطلوبة في النظام الصحي. تتراوح أسعار الدواء بالجملة في العالم النامي بين 0.11 و 0.21 يوميًا اعتبارا من عام 2014. بينما تصل في الولايات المتحدة تكاليف الجملة اعتبارًا من 2018 إلى حوالي 9 دولار في اليوم الواحد. يُصنع الكلوميبرامين من من الإيميبرامين.

## الاستخدامات الطبية
تشمل استخدامات الكلوميبرامين العديد من الاستخدامات في الطب بما في ذلك في علاج:
- الوسواس القهري (OCD) حيث يعتبر ذلك الاستخدام مُصرحًا به فقط في الولايات المتحدة من قِبل إدارة الغذاء والدواء (الولايات المتحدة).[16][17] صرحت بعض وكالات الدواء العالمية الأخرى (مثل TGA في أستراليا وMHRA في المملكة المتحدة) بامكانية استخدام كلوميبرامين أيضًا في هذه الحالات.[18][19][20][21]
- الاضطراب الاكتئابي (MDD) يعتبر ذلك الاستخدام مُصرحًا به فقط في الولايات المتحدة من قِبل إدارة الغذاء والدواء (الولايات المتحدة).[22] كما صرحت بعض وكالات الدواء العالمية الأخرى (مثل TGA في أستراليا وMHRA في المملكة المتحدة) بامكانية استخدام كلوميبرامين أيضًا في هذه الحالات.[18][19][20][21]
- اضطراب الهلع والخوف من الأماكن المكشوفة (ما يُعرف برهاب الخلاء).[23][24]
- اضطراب التشوه الجسمي)[25]
- مرض الجمدة المرتبط بالنوم القهري.[20][21]
- القذف مبكر[26]
- اضطراب تبدد الشخصية[27]
- الألم المزمن مع أو بدون مرض عضوي مع من الجهد ولا سيما اكتب الصداع.[28]
- شلل النوم، مع أو بدون الخدار
- سلس البول الليلي) (التبول اللاإرادي أثناء النوم) في الأطفال. قد لا أن يستمر التأثير بعد العلاج، وقد يكون أكثر فعالية في كل من المدى القصير وعلى المدى الطويل.[29] الجمع بين الأدوية ثلاثية الحلقات (مثل كلوميبرامين) مع مضادات الكولين، قد يكون أكثر فعالية لعلاج التبول اللاإرادي من استخدام الأدوية ثلاثية الحلقات وحدها.[29]
- هوس نتف الشعر[30][31][32]
- في تحليل تلوي من مختلف التجارب على الفلوكستين (بروزاك)،وفلوفوكسامين، وسيرترالين (زولوفت) لاختبار الفعالية النسبية في علاج الوسواس القهري، وُجد أن الكلوميبرامين كان أكثر فعالية[33]